# Colonne Vendôme
Pour les articles homonymes, voir Vendôme (homonymie).
La colonne Vendôme est un monument parisien situé au centre de la place du même nom dans le 1er arrondissement de Paris. Elle est érigée sur ordre de Napoléon Ier de 1806 à 1810 pour commémorer la bataille d'Austerlitz, puis détruite lors de la Commune de Paris en 1871, avant d'être reconstruite sous sa forme actuelle. Au fil des années, elle reçoit les noms de colonne d'Austerlitz, puis colonne de la Victoire avant de devenir colonne de la Grande Armée. Elle est communément appelée colonne Vendôme. Elle est distincte de la colonne de la Grande Armée, qui se trouve près de Boulogne-sur-Mer. Elle est classée au titre des monuments historiques depuis le 31 mars 1992.

## Description

### Colonne
La colonne Vendôme culmine à 44,3 mètres et mesure environ 3,60 mètres de diamètre moyen ; réalisée en pierres parées de bronze, elle est posée sur un piédestal et surmontée par une statue de Napoléon Ier. Elle a été inspirée par la colonne Trajane située dans le forum de Trajan à Rome qui est, quant à elle, entièrement en marbre. La colonne de Juillet de la place de la Bastille est d'une inspiration similaire.

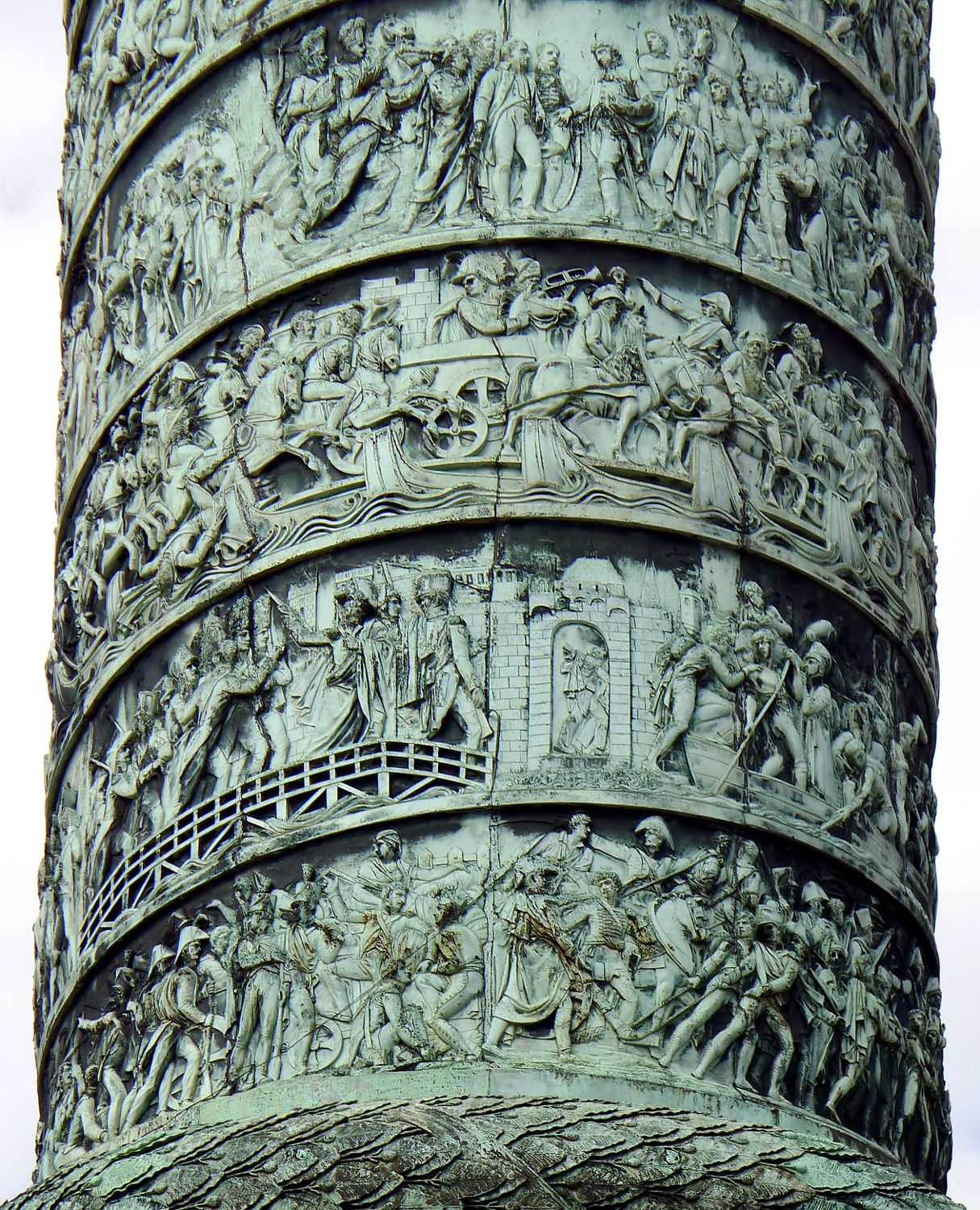
Détail de la frise.

Son fût est constitué de 98 tambours de pierre, un escalier de 180 marches, large de 93 cm, en occupe le centre. Il est recouvert d'un parement coulé avec le bronze de, dit-on, 1 200 canons pris aux armées russe et autrichienne (nombre manifestement exagéré par la propagande, les historiens dénombrant environ 130 canons pris à Austerlitz et le bronze utilisé correspondant à 400 canons environ) et décoré, à la manière antique, de bas-reliefs représentant des trophées et des scènes de batailles. S'enroulant en une spirale continue (22 révolutions) jusqu'au sommet, ce décor long de 280 mètres est composé de 425 plaques de bronze constituant 76 bas-reliefs.

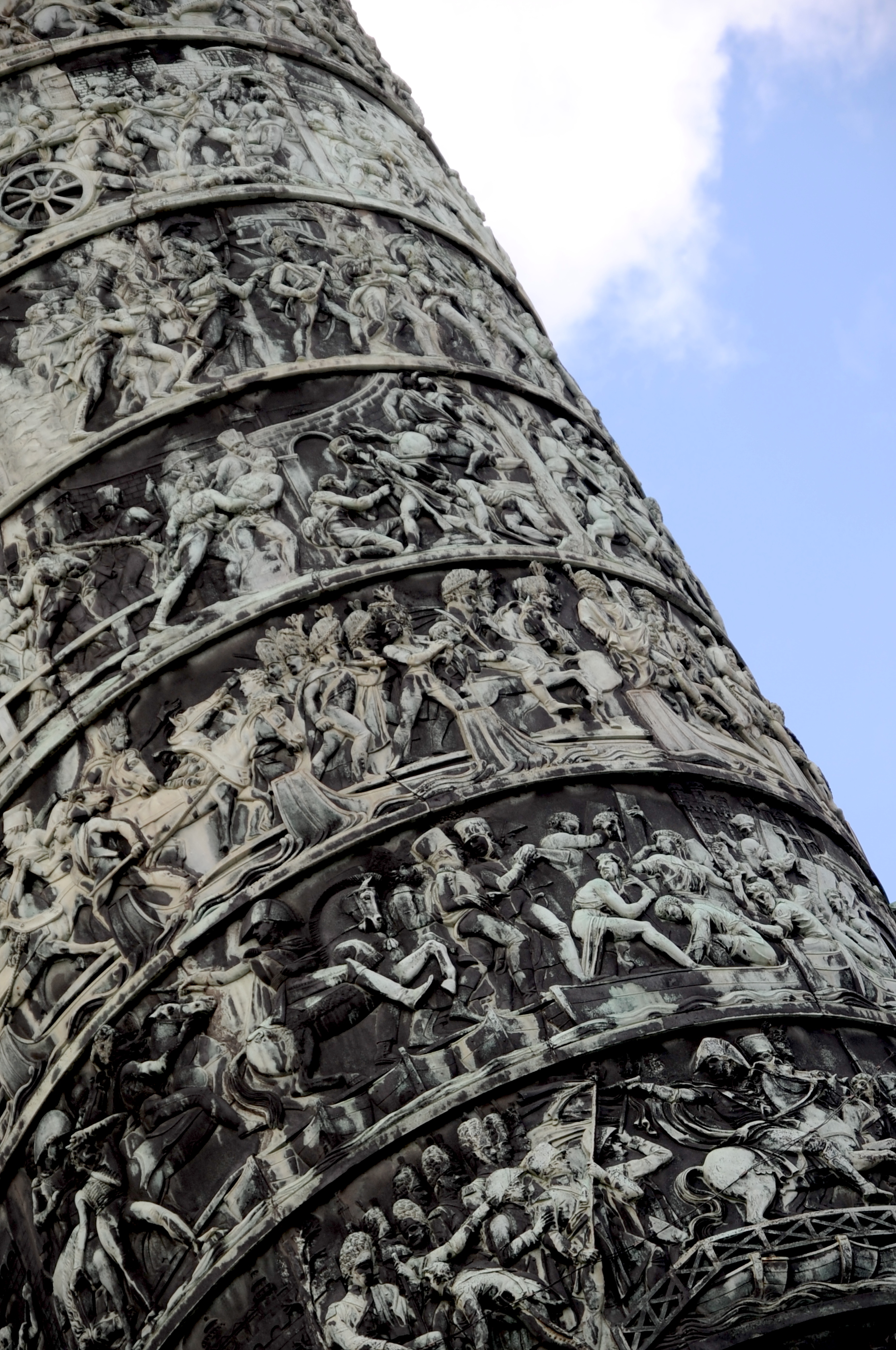
Détails de la colonne Vendôme.

Les dessins des frises en bas-relief sont commandés en 1806 à Pierre-Nolasque Bergeret, François Mazois et Benjamin Zix. Dominique Vivant Denon a distribué la réalisation des bas-reliefs à des sculpteurs confirmés et à de jeunes talents :
- Lorenzo Bartolini,
- Simon-Louis Boquet,
- François-Joseph Bosio,
- Jacques-Antoine Bouilliet,
- Pierre-Charles Bridan,
- Charles Antoine Callamard,
- Pierre Cardelli,
- Julie Charpentier,
- Claude Michel, dit Clodion,
- Charles-Louis Corbet,
- François-Nicolas Delaistre,
- Louis Pierre Deseine,
- Jacques-Edme Dumont,
- Antoine-Léonard Dupasquier,
- Augustin-Félix Fortin,
- Jean-Joseph Foucou,
- Guillaume Francin (d) (fils de Claude-Clair Francin),
- Edme Gaulle,
- Antoine-François Gérard,
- Edme-Étienne-François Gois fils,
- Jean-François Lorta,
- Jean-Robert-Nicolas Lucas,
- Antonio Moutoni,
- Pierre Petitot,
- Joseph-Gaspard Picard,
- Jean-Martin Renaud (d),
- François Rude,
- Henri-Joseph Rutxhiel,
- Jean-Baptiste Stouf,
- Charles-Auguste Taunay,
- Louis-Simon Boizot,
- Guillaume Boichot,
- Pierre-Nicolas Beauvallet.

L'escalier intérieur permet d'accéder à une plate-forme située sous la statue sommitale. La statue actuelle date du Second Empire. Elle est due au sculpteur Auguste Dumont et représente Napoléon Ier, en Caesar imperator, drapé dans un manteau court et portant pour attributs de sa gloire le glaive, la victoire ailée et la couronne impériale de lauriers.

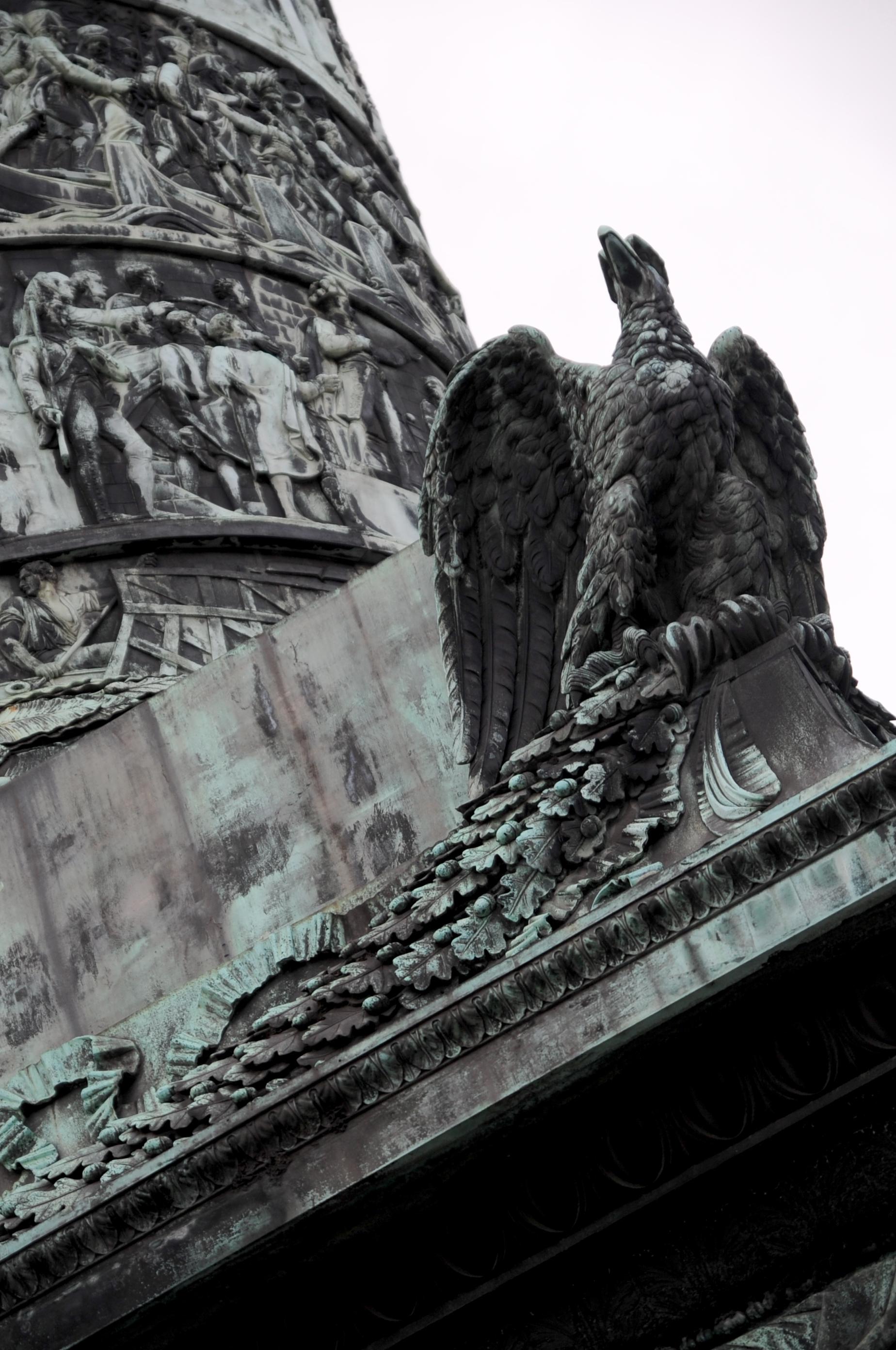
L'un des aigles de la base du monument.

La base de la colonne Vendôme est en granite porphyroïde provenant de la carrière d'Algajola en Corse. L'inscription dédicatoire, rédigée à la manière antique, est la suivante :
| NEAPOLIO IMP AVG MONVMENTVM BELLI GERMANICI ANNO MDCCCV TRIMESTRI SPATIO DVCTV SVO PROFLIGATI EX AERE CAPTO GLORIAE EXERCITVS MAXIMI DICAVIT |

qui peut se lire : « Napoléon Empereur Auguste a consacré à la gloire de la Grande Armée cette colonne formée de l'airain conquis sur l'ennemi pendant la guerre d'Allemagne, remportée sous son commandement en 1805 en l'espace de trois mois ».

Piédestal et inscription
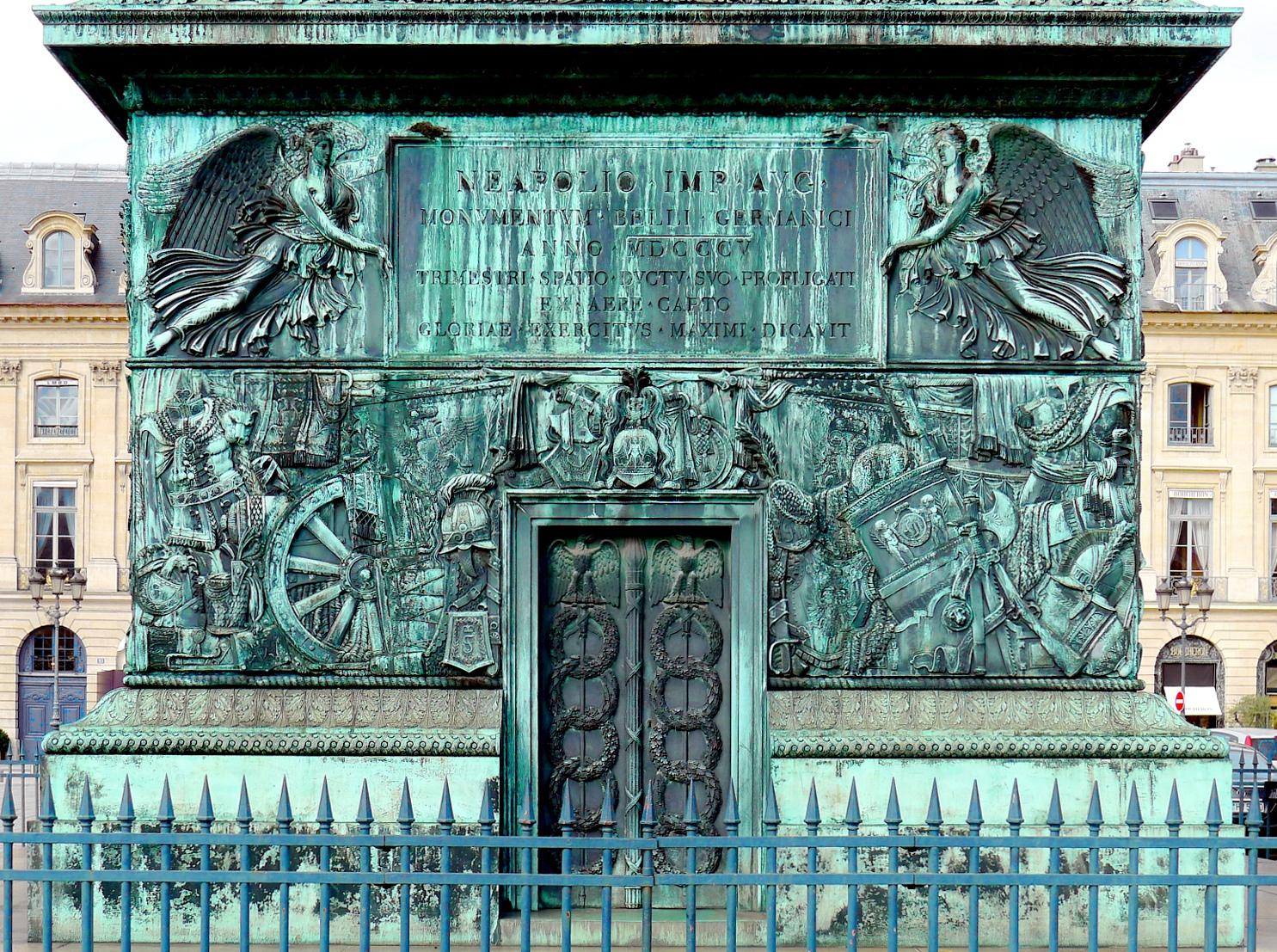
Piedéstal.
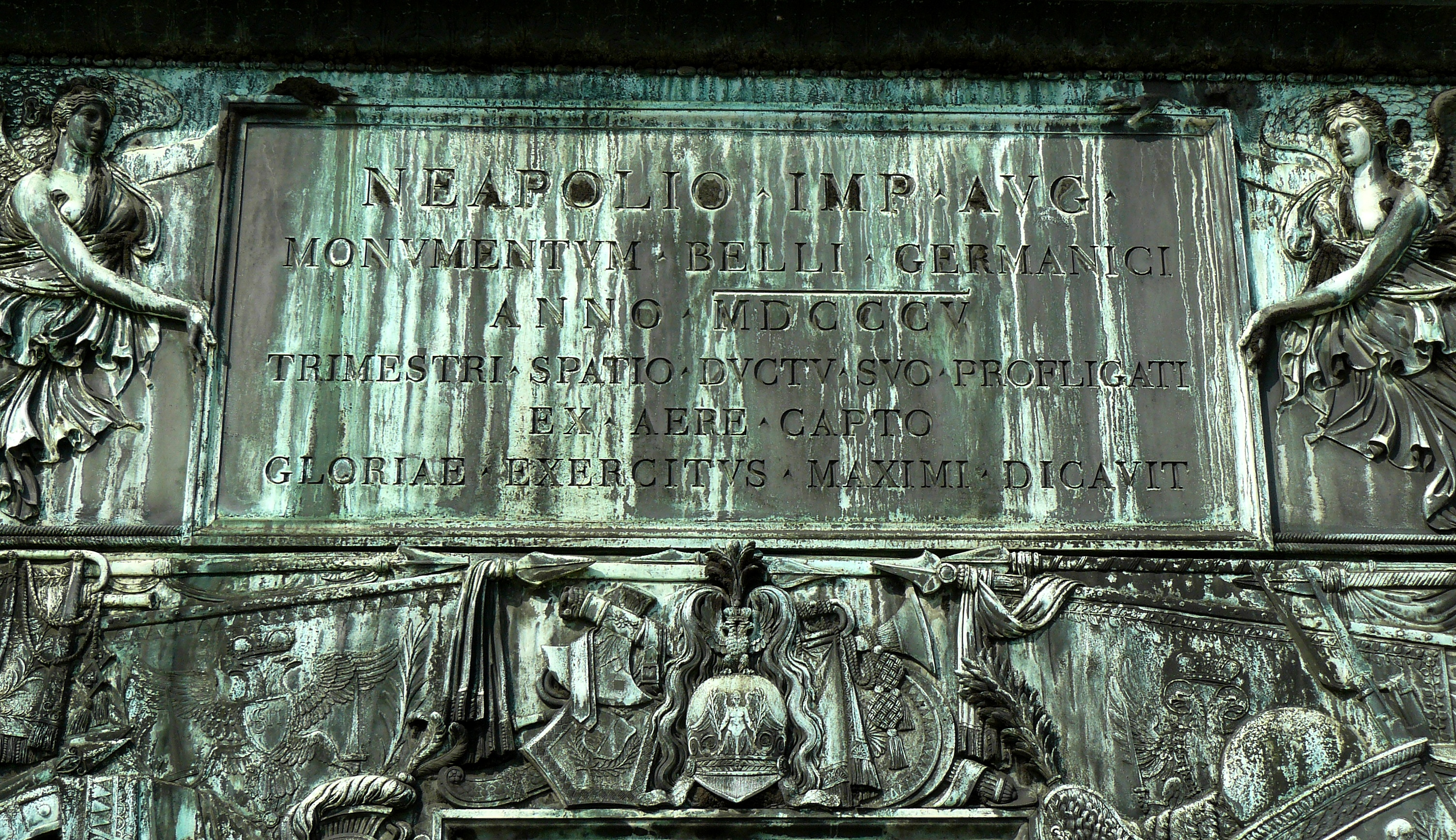
Dédicace.

### Trois statues de Napoléon

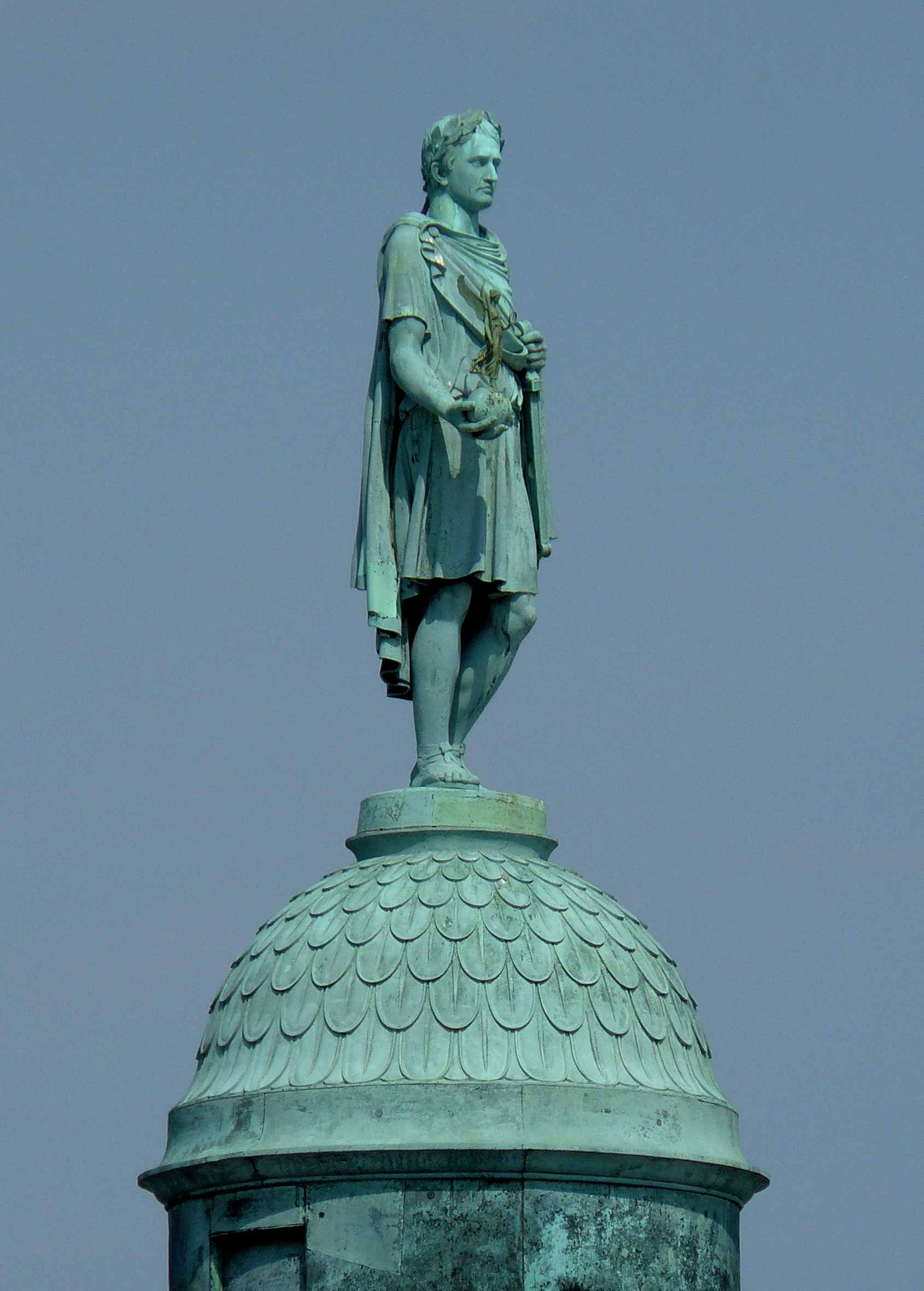
Napoléon en César, statue réalisée par Auguste Dumont en 1863 (réplique de la statue de Chaudet).

La première statue de Napoléon en César fut réalisée par le sculpteur Antoine Denis Chaudet. Cette commande est la plus importante passée par l'État au sculpteur ; il y consacra ses dernières années avant de mourir d'épuisement. La statue fut coulée en 1808 et placée au sommet de la colonne le 5 août 1810, quelques jours avant l'inauguration du monument le 15 août. Descendue en 1814 elle est fondue en 1818. Seul le globe de la victoire fut préservé et fut plus tard installé sur la réplique de Dumont de 1863.
Sous la monarchie de Juillet une nouvelle statue de l'empereur, en redingote de petit caporal, par Charles Émile Seurre est placée au sommet de la colonne le 28 juillet 1833 en présence de Louis-Philippe. L'effigie mesure 3,50 mètres de haut et pèse 4,5 tonnes. Après avoir été exposée de 1863 à 1870 au carrefour de Courbevoie, actuelle place de la Défense, elle est depuis le 11 mars 1911 dans la cour d'honneur de l'hôtel des Invalides.
Napoléon III la fait remplacer par une copie de la première statue en empereur romain de Chaudet, réalisée par le sculpteur Auguste Dumont. L'inauguration a lieu le 4 novembre 1863. C'est cette statue, restaurée et inaugurée le 28 décembre 1875, qui est visible aujourd'hui. Tandis que Chaudet avait représenté l'Empereur tenant dans sa main gauche le globe de la victoire et son épée dans sa main droite, Dumont a montré Napoléon tenant son épée de la main gauche et le globe de la victoire, provenant de l'ancienne statue de Chaudet, dans sa main droite.

## Histoire de la colonne

### Construction sous Napoléon

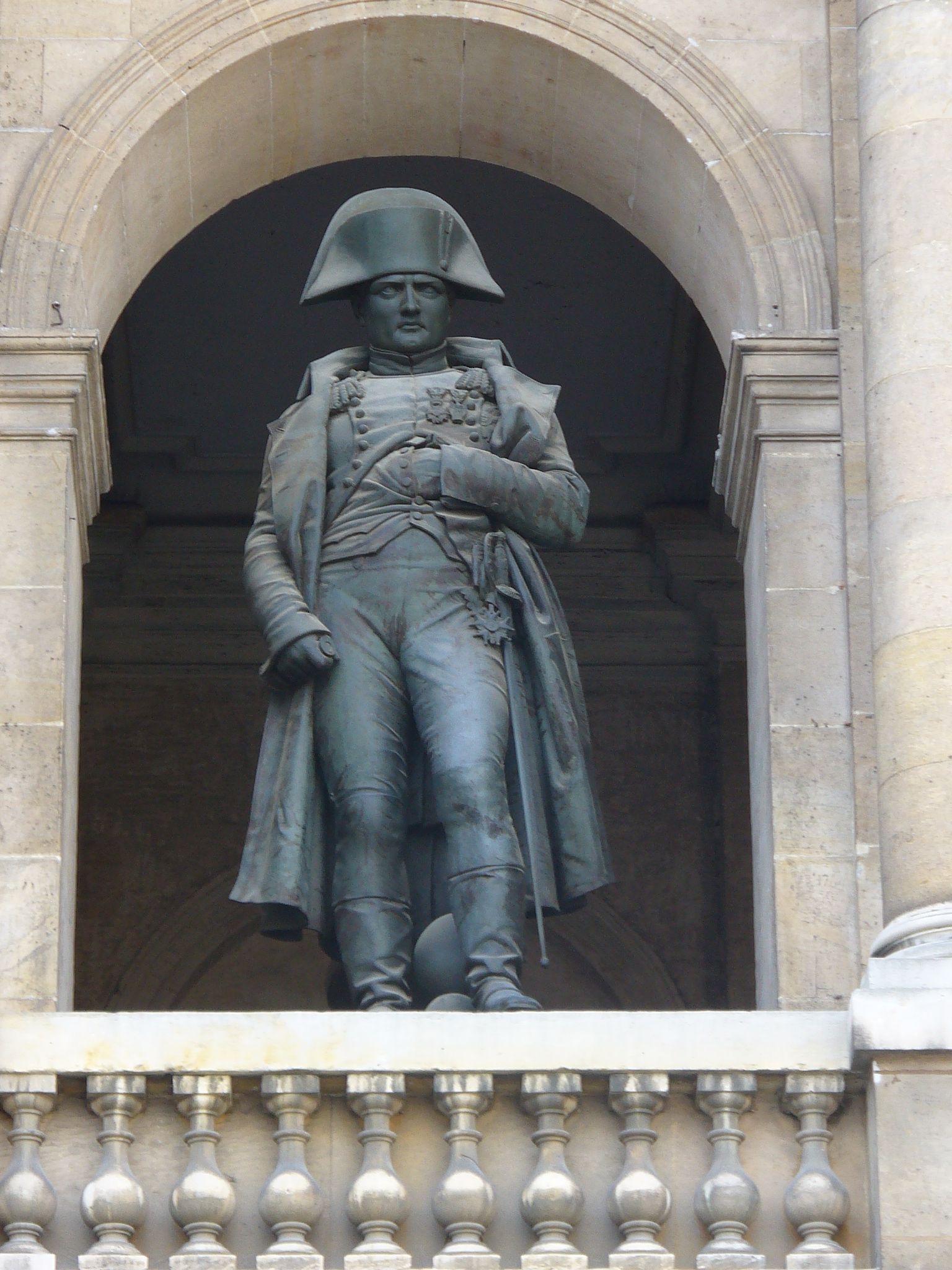
Le Napoléon de Charles Émile Seurre, aujourd'hui aux Invalides, surmonta la colonne sous la Monarchie de Juillet et la Deuxième République.

La place Vendôme, voulue par Louis XIV, est dessinée par Jules Hardouin-Mansart et comportait en son centre une statue équestre du Roi-Soleil. La place était baptisée place Louis le Grand. En 1792, les révolutionnaires détruisirent la statue, symbole du pouvoir royal.
C'est en 1800 qu'un arrêté prévoit la construction d'une colonne, au chef-lieu de chaque département, dédiée « aux braves du département ». À Paris, une colonne nationale sur la place de la Concorde, dédiée à la Nation, et une colonne départementale sur la place Vendôme furent décidées le 20 mars (29 ventôse de l'an VIII), par Bonaparte, Premier consul. La colonne nationale ne vit jamais le jour, celle projetée sur la place des Piques (actuelle place Vendôme) eut un début d'existence : Lucien, frère de Napoléon Bonaparte et ministre de l'Intérieur, posa la première pierre du monument le 14 juillet 1800 (25 messidor de l'an VIII).
Sans aboutir, l'idée fut reprise en 1803 par le Premier consul, qui confirma la construction d'une colonne place Vendôme « à l'instar de celle élevée à Rome, en l'honneur de Trajan », ornée de 108 figures des départements montées en spirale et surmontée de la statue de Charlemagne ». D'abord dédiée à la « Gloire du Peuple Français », la colonne sera rapidement dédiée « à la gloire de Napoléon Ier ». Sa construction fut lente et il fallut attendre 1805 et la fonte des canons pris à l'ennemi, principalement russes et autrichiens (au total 180 tonnes), pour que le projet avance, relancé par Vivant Denon. C'est le fondeur Jean-Baptiste Launay qui l'a réalisée. Achevée en 1810 et dédiée à la gloire des armées victorieuses, la colonne fut baptisée « colonne de la Grande Armée ». Une statue de Napoléon en César par le sculpteur Antoine Denis Chaudet fut placée au sommet.

### Changements de statue

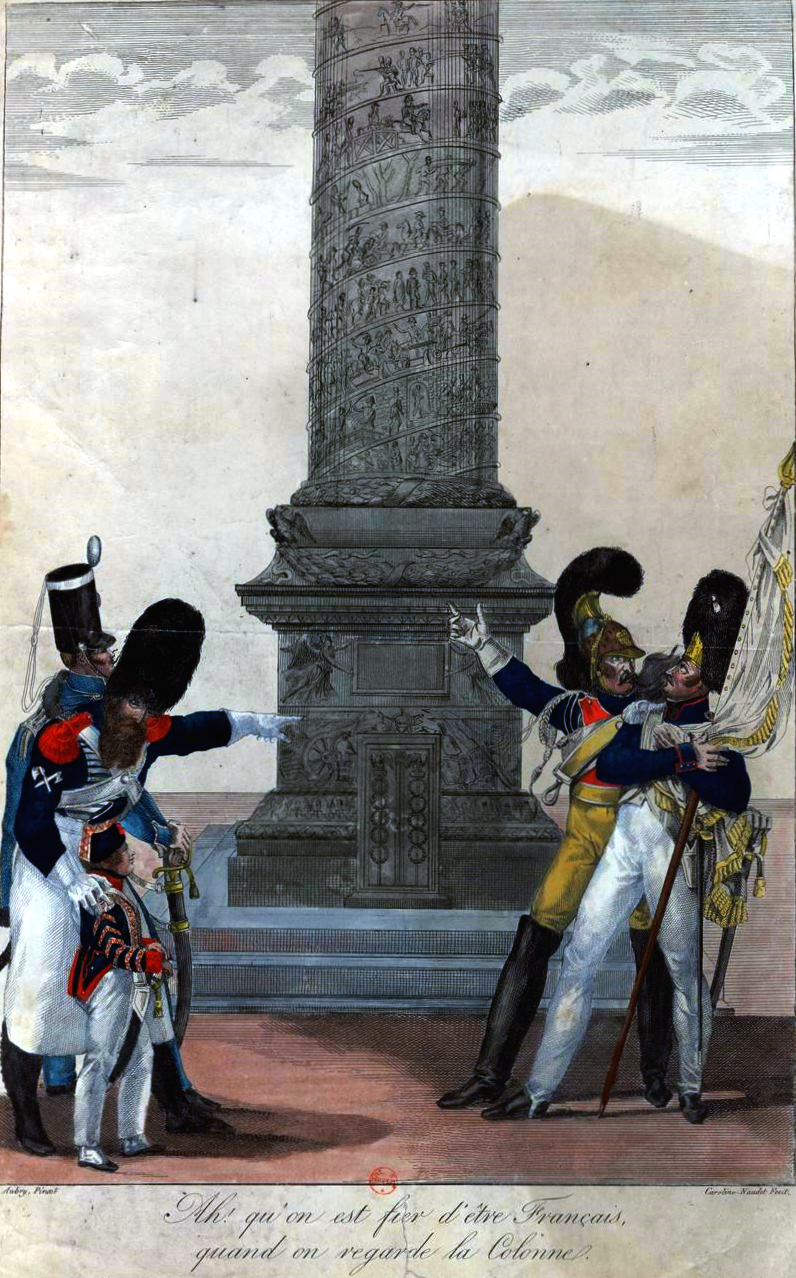
« Ah ! qu'on est fier d'être Français, quand on regarde la Colonne. » Des officiers français et un enfant de troupe admirent la colonne durant le règne de Louis XVIII (un militaire à droite tient le drapeau blanc de la Restauration), caricature de Caroline Naudet (1819).

Au printemps 1814, lors de l'occupation de Paris par les troupes alliées, la statue fut enlevée à l'initiative du comte de Maubreuil et de Sosthènes de La Rochefoucauld et remplacée par un drapeau blanc fleurdelisé pendant la Restauration. Selon un contemporain, elle fut fondue pour réaliser le Monument à Louis XIV de la place des Victoires de 1822, toutefois, selon le musée d'Orsay, le métal a été utilisé pour fondre la statue équestre d'Henri IV de 1818 sur le pont Neuf.
La même année, le goguettier Émile Debraux composa une chanson : La Colonne, à la gloire de la colonne et de Napoléon Ier. Elle eut immédiatement un très grand succès. Cette chanson lança son auteur et connut durant longtemps la célébrité. Elle est à présent tout à fait oubliée par le public.

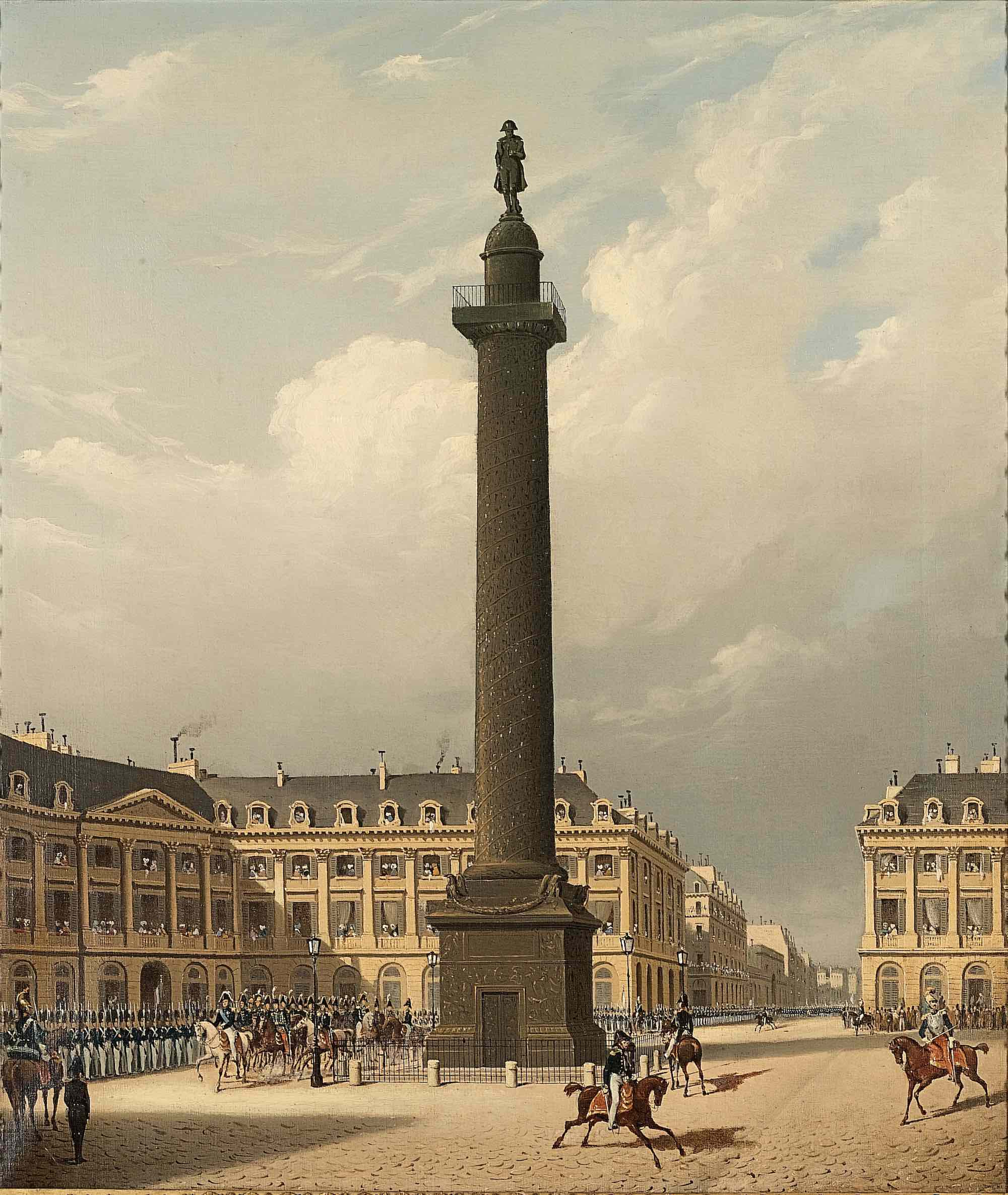
Carlo Canella, Louis-Philippe inaugurant la statue de Napoléon sur la colonne Vendôme, Paris, musée Carnavalet.

Sous la monarchie de Juillet, une nouvelle statue de l'empereur, en « petit caporal », par Charles Émile Seurre — aujourd'hui aux Invalides — est placée au sommet de la colonne le 28 juillet 1833, en présence de Louis-Philippe, soucieux de capter à son profit un peu de la gloire de l'Empire.
Napoléon III, estimant que cette précieuse statue était en péril au sommet de la colonne, la fit déposer et remplacer en 1863 par une copie de la première statue en empereur romain de Chaudet, réalisée par le sculpteur Auguste Dumont. La statue fut exposée sur un piédestal au rond-point de Courbevoie jusqu'au siège de Paris en 1870 puis déboulonnée et mise en sécurité,,.

### Destruction pendant la Commune

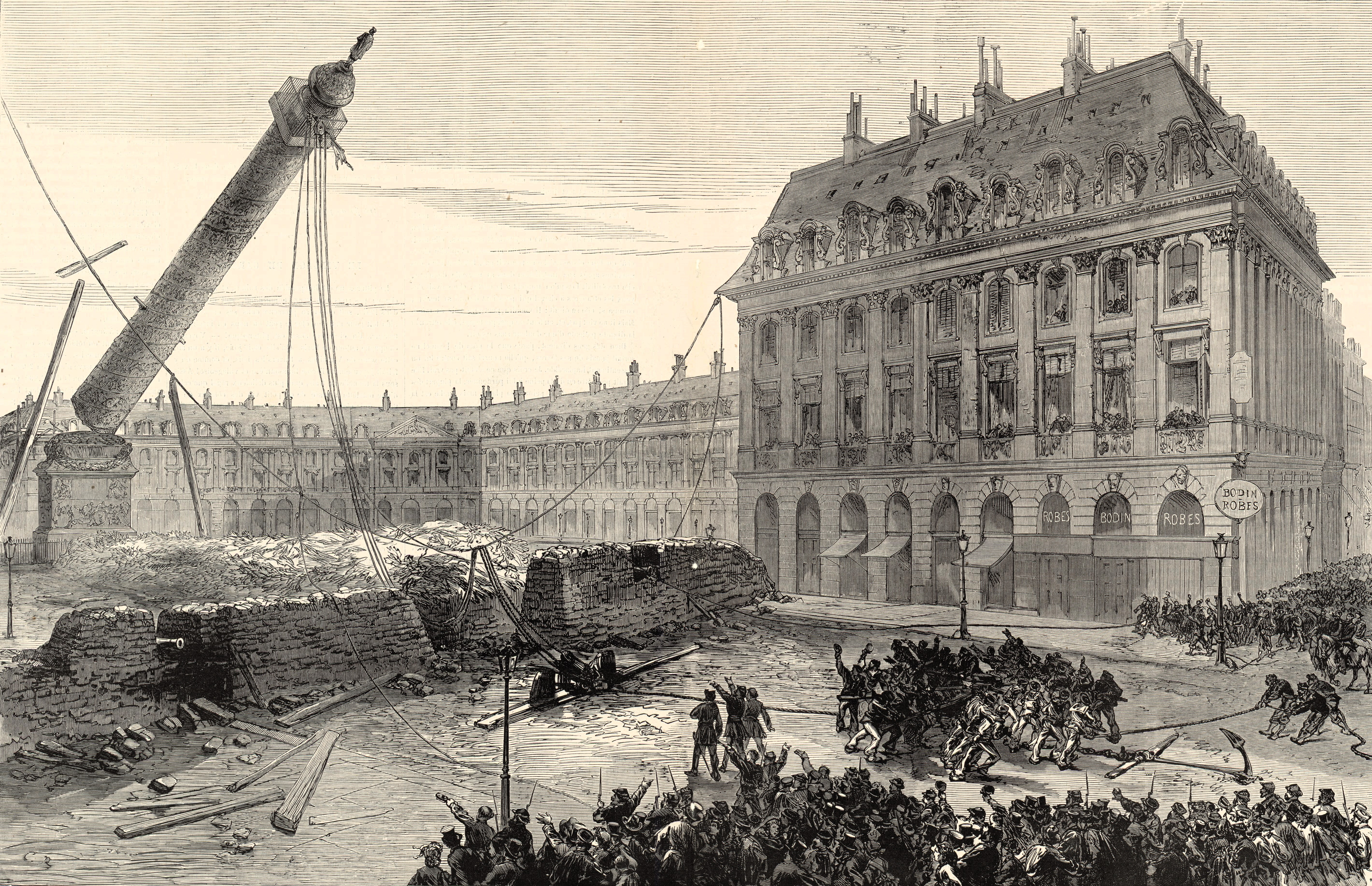
Renversement par les Communards de la colonne Vendôme portant la statue de l'empereur, le 16 mai 1871.

Karl Marx a deviné l'effondrement de la colonne Vendôme. Cette prédiction a été donnée par lui dans le pamphlet politique Le 18 Brumaire de Louis Bonaparte de 1852 : cette brochure, fortement critique de la figure politique de Napoléon III, se termine par les mots : « Mais si le manteau impérial tombe finalement sur les épaules de Louis Bonaparte, la statue de bronze de Napoléon tombera de la hauteur de la colonne Vendôme ». En 1871, Karl Marx a salué l'accomplissement de sa prophétie historique.
Après la proclamation le 4 septembre 1870 de la Troisième République, le peintre Gustave Courbet adresse une pétition au gouvernement de Défense nationale le 14 septembre demandant « à déboulonner la colonne, ou qu'il veuille bien lui-même en prendre l'initiative, en chargeant de ce soin l'administration du Musée d'artillerie, et en faisant transporter les matériaux à l'hôtel de la Monnaie ». Il a l'intention de la faire reconstruire aux Invalides, pour y édifier un monument surmonté d'un bonnet phrygien et dédié à la République universelle. Cette demande reste sans effet.
Lors de l'insurrection de la Commune de Paris, les motivations deviennent plus radicales. Un décret du 12 avril est publié dans le Journal officiel de la République française édité par la Commune :

« La Commune de Paris, considérant que la colonne impériale de la place Vendôme est un monument de barbarie, un symbole de force brute et de fausse gloire, une affirmation du militarisme, une négation du droit international, une insulte permanente des vainqueurs aux vaincus, un attentat perpétuel à l'un des trois grands principes de la République française, la fraternité, décrète :
Article unique. La colonne Vendôme sera démolie. »

La démolition avait été prévue pour le 5 mai 1871, jour anniversaire de la mort de Napoléon ; la situation militaire a empêché de tenir ce délai. Plusieurs fois repoussée, la cérémonie a lieu le 16 mai 1871 : la colonne est abattue, avec difficultés, à 17 h 30, sous les acclamations des Parisiens présents. Les plaques de bronze sont récupérées. Le globe de la victoire original de 1810 est perdu. Le photographe Bruno Braquehais réalise une série de clichés intitulée La Chute de la colonne Vendôme. L'épisode est évoqué avec désolation par Victor Hugo dans L'Année terrible de 1872.

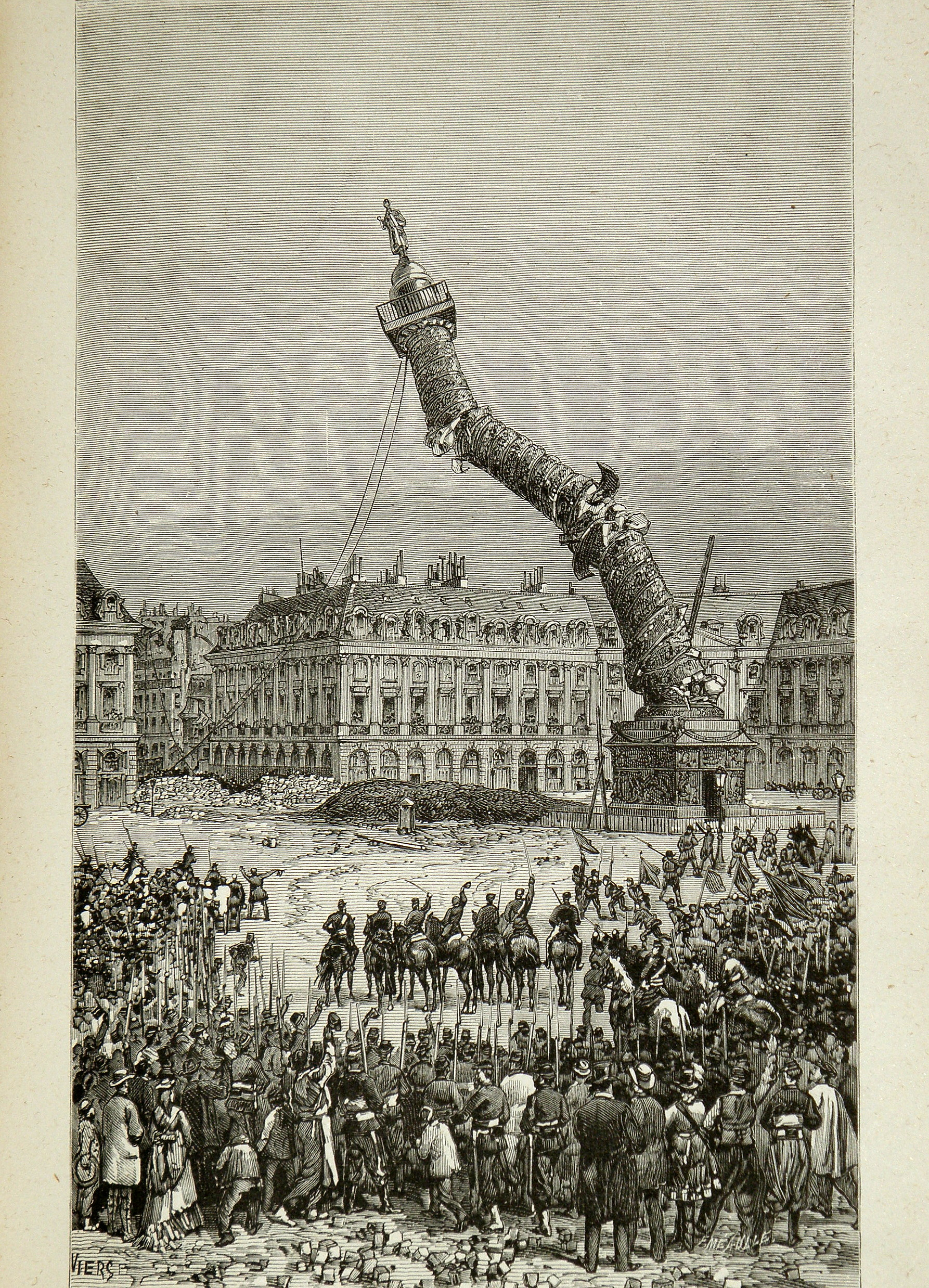
Gravure de Daniel Vierge illustrant le chapitre « Mai » de L'Année terrible de Victor Hugo (édition de 1874).
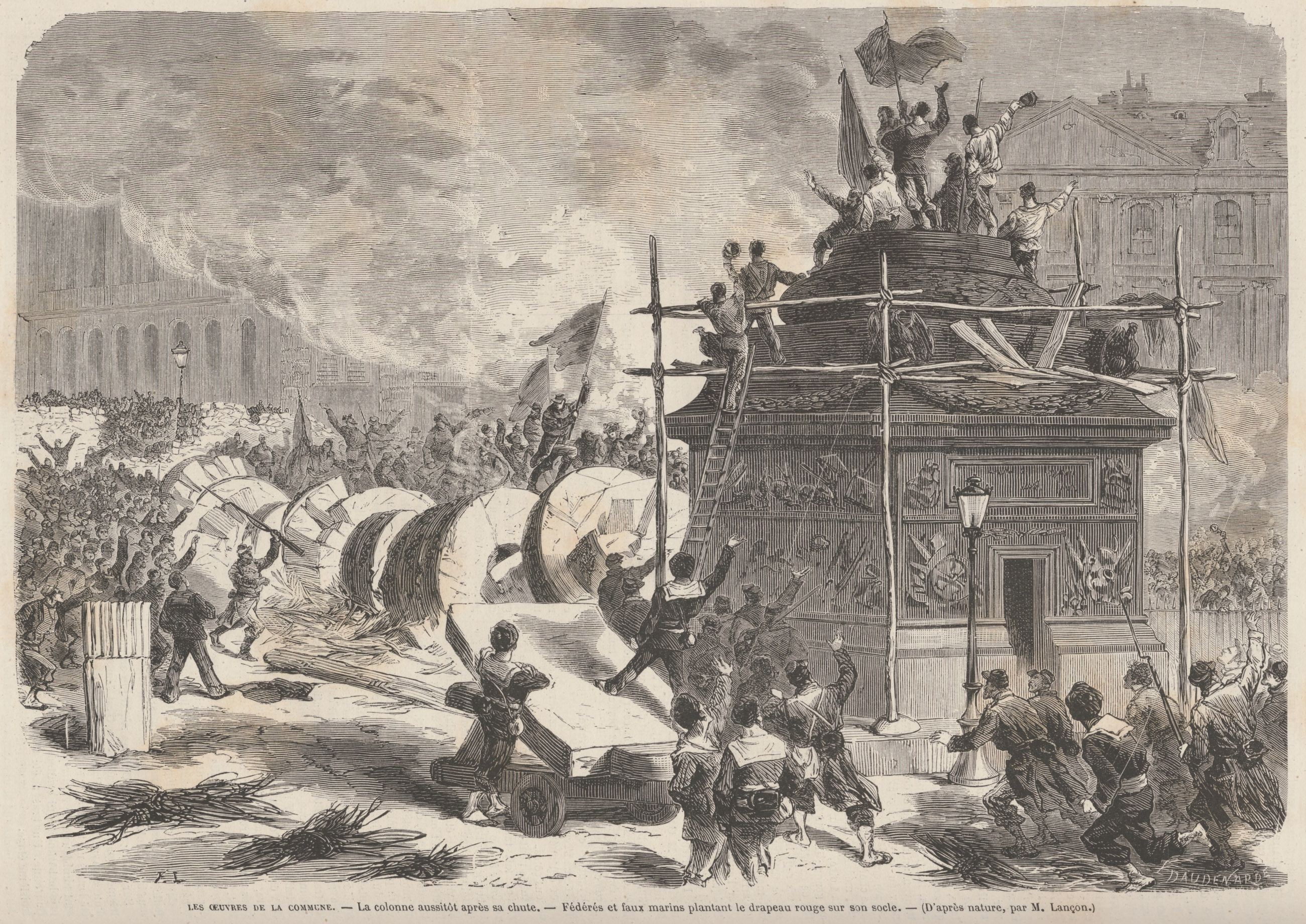
La colonne aussitôt après sa chute, par Auguste Lançon.
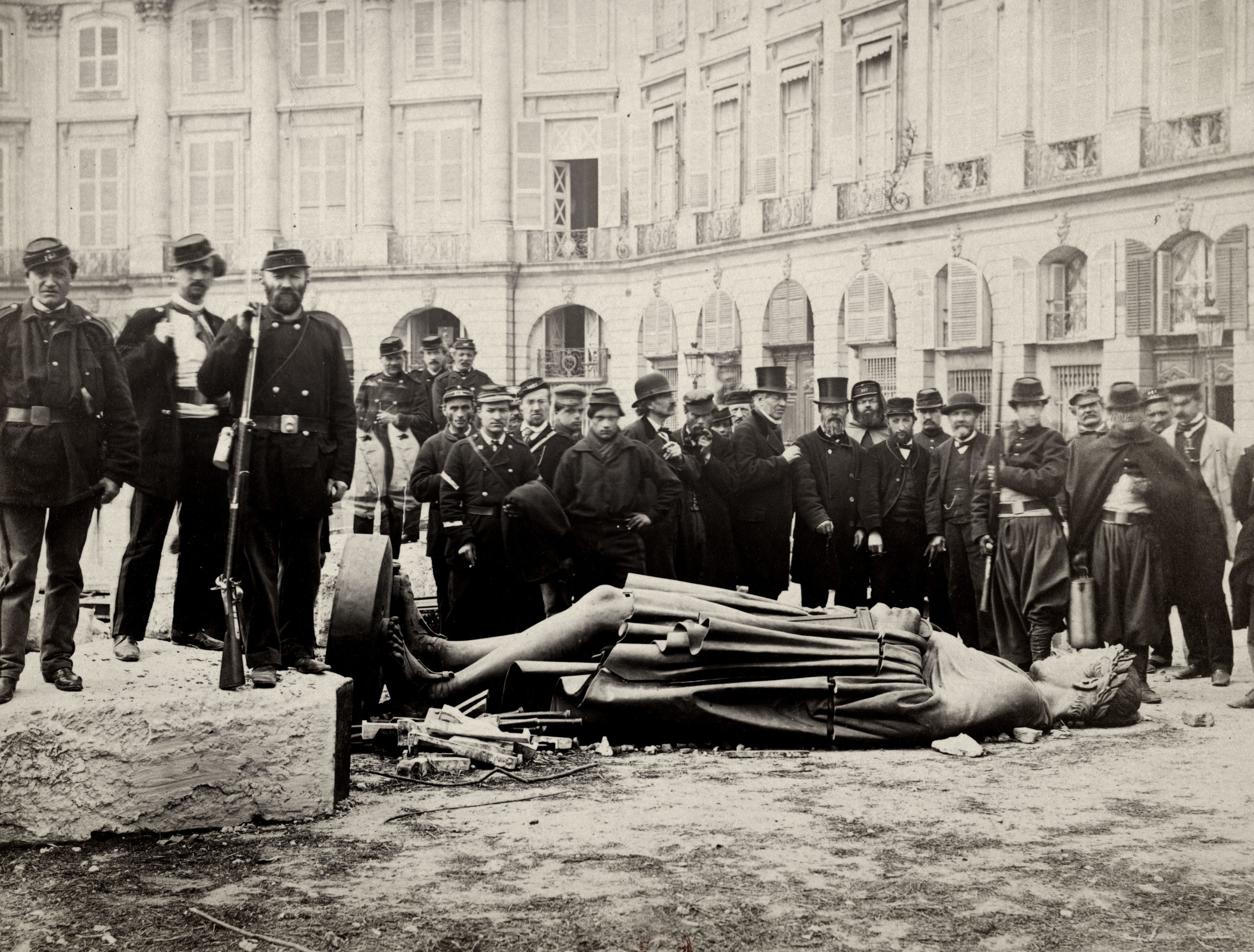
Bruno Braquehais, Statue de Napoléon Ier après la chute de la colonne Vendôme, photographie (1871).
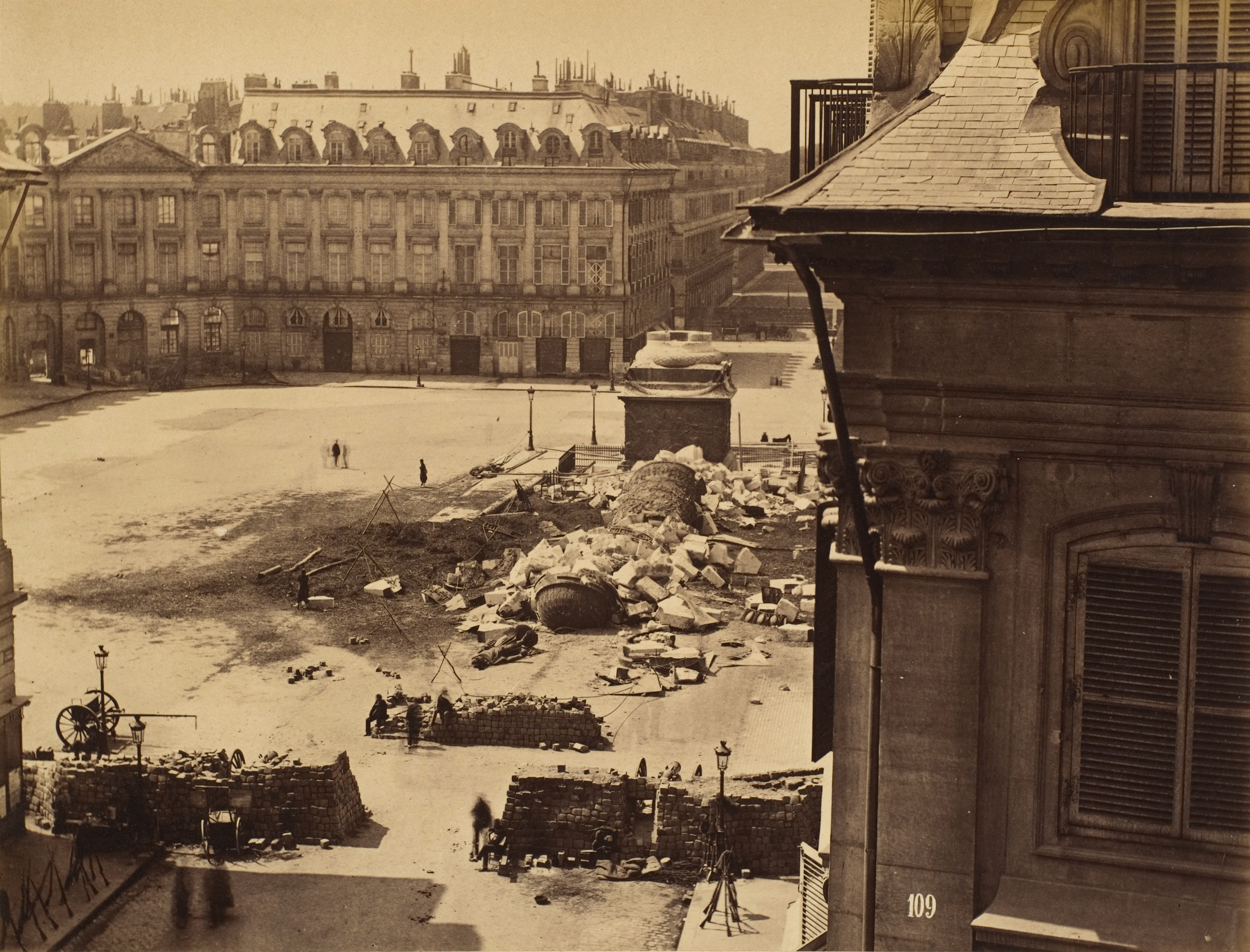
Démolition de la colonne, le 16 mai 1871. Photographie de François Franck.

### Reconstruction en 1873

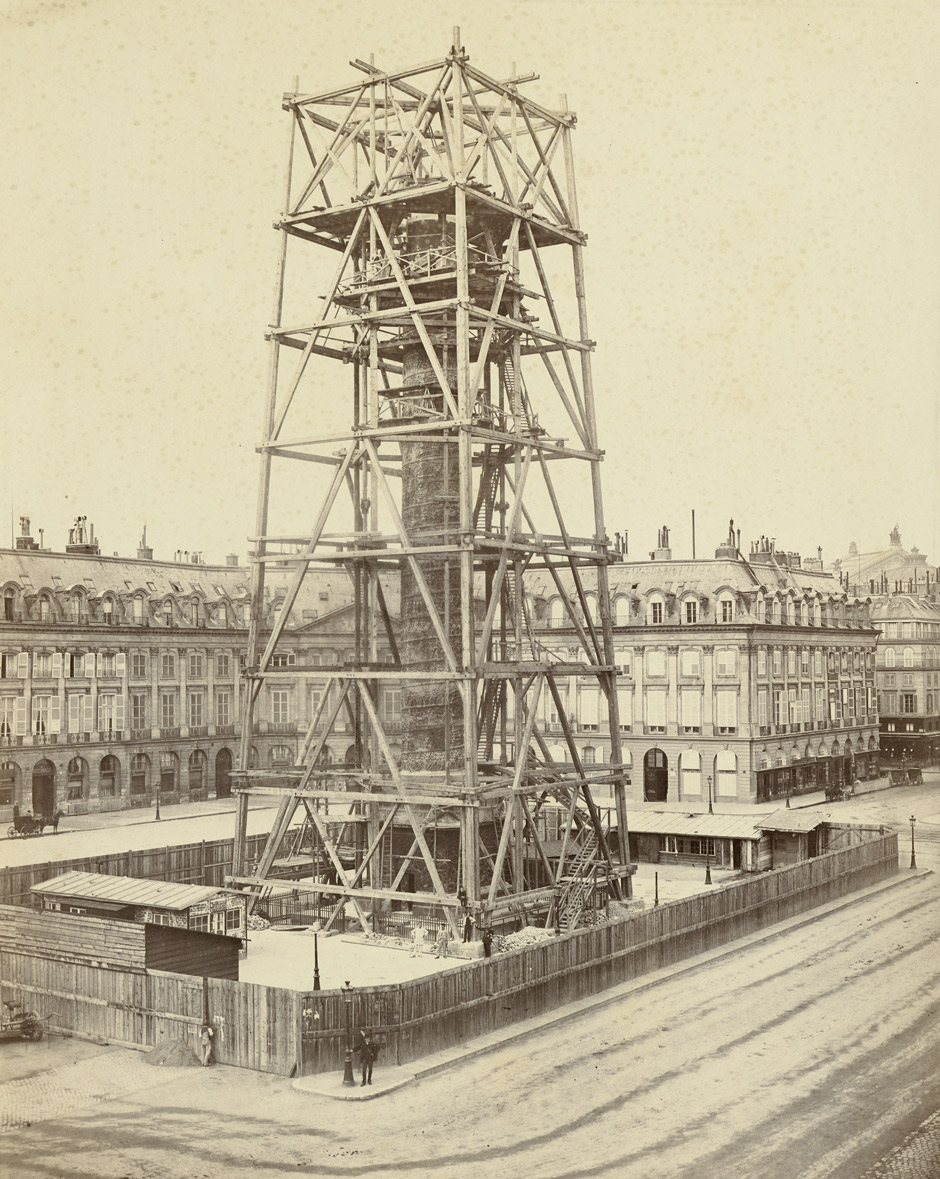
Reconstruction de la colonne, en 1873.

Après la chute de la Commune, le nouveau président de la République, le maréchal de Mac Mahon, décide en mai 1873 de faire reconstruire la colonne Vendôme aux frais de Gustave Courbet (soit 323 091,68 francs selon le devis établi). Gustave Courbet obtient de payer près de 10 000 francs par an pendant 33 ans. Il meurt le 31 décembre 1877, la veille de recevoir la première traite à payer, d'une maladie de foie aggravée par son intempérance. La reconstruction de la colonne est entreprise en 1873 et terminée en 1875 par l'architecte Alfred-Nicolas Normand. L'entreprise Gaget Gauthier et Cie, sise 25, rue de Chazelles, est chargée du chantier.
Le 17 décembre 1873, une chronique de Chrysale (Albert Blanquet) dans La Liberté critique le fait que cette reconstruction n'ait pas pris en compte les plans originaux de Lepère et Gondouin. Une copie de ceux-ci avait pourtant été proposée par l'architecte Dusillion, qui, en contrepartie, aurait souhaité diriger les travaux à titre gracieux.

### Restauration

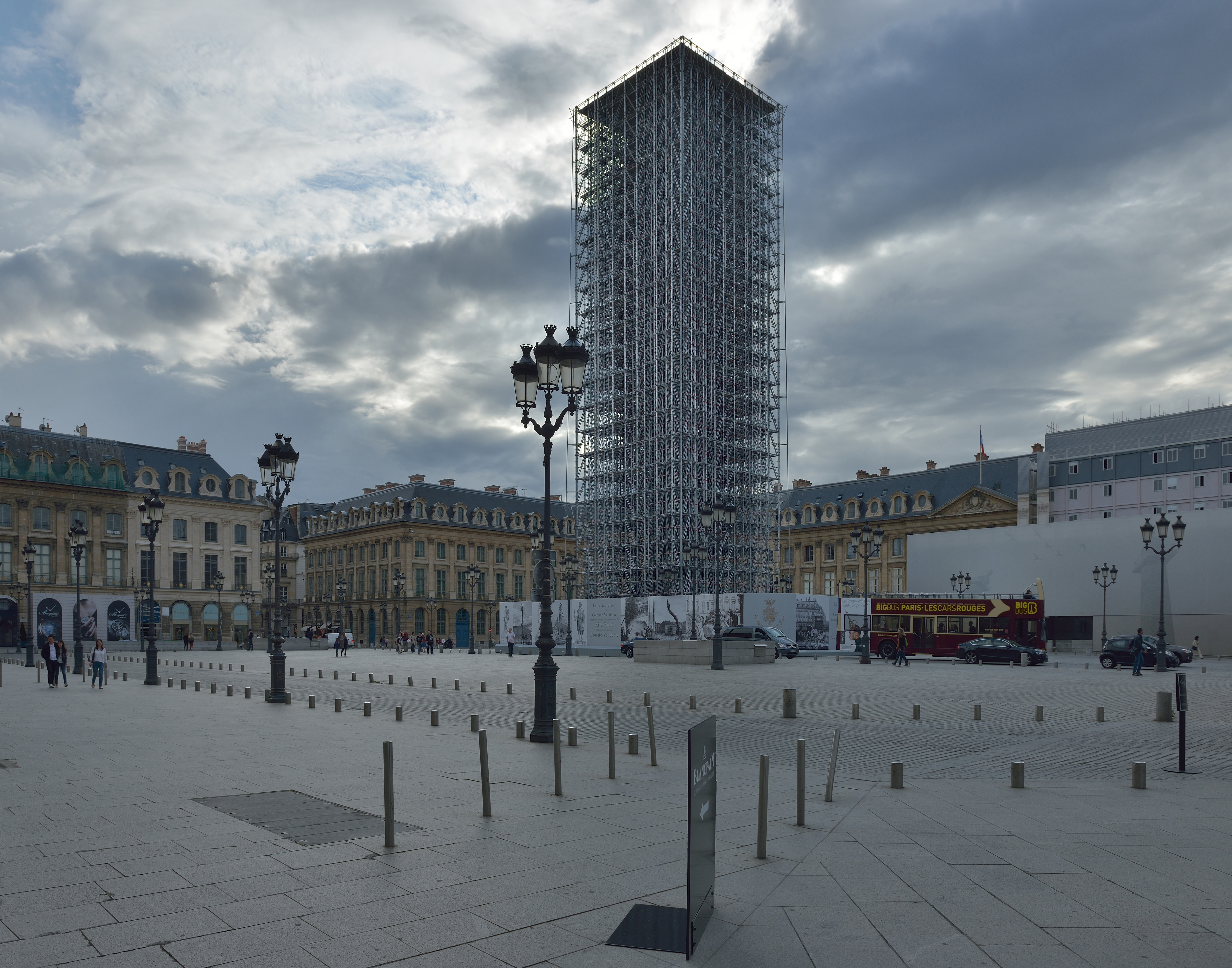
La colonne sous les échafaudages en août 2014 pendant sa restauration.

En 2014-2015, la colonne Vendôme est l'objet d'une campagne de restauration dirigée par Christophe Bottineau, architecte en chef des monuments historiques, intégralement financée par l'hôtel Ritz. L'objet de la conservation-restauration était de redonner sa lisibilité à l'ouvrage, par le retrait des encroûtements et des empoussièrements et par l'équilibrage des nuances par un nettoyage sélectif et par l'application de patines ponctuelles. La restauration de la colonne Vendôme a compris la restauration des bronzes ainsi que celle des ouvrages de serrurerie et de ferronnerie, des couvertures et des maçonneries,.